# Summerhouse
《Summerhouse》是德國獨立游戲開發者弗里德曼·阿爾門羅德（Friedemann Allmenröder）於2024年推出的沙盒遊戲，由Future Friends Games發行，適用於Windows和macOS平臺。該遊戲是一款沙盒類的城市建造遊戲，玩家可以使用建築和裝飾件來裝飾環境。 《Summerhouse》獲得了普遍正面的評價，評論家稱讚遊戲的開放式設計、節奏和視覺呈現，但一些評論家希望遊戲在功能和建築元素方面能有更深的內容。

## 玩法

玩家可以在四種環境中自由建造小屋

《Summerhouse》是一款開放式沙盒遊戲，玩家可以建造屬於自己的小鎮，沒有遊戲目標或既定規則。玩家可以使用菜單介面選擇方塊、屋頂、煙囪、門、窗、裝飾物、樹木和灌木等建築元素，並將它們放置在自己想要的位置。遊戲提供山地、草原、城市和沙漠四種環境。玩家可以調整元素與其他物體的深度關係，並使用刪除工具移除不需要的元素。玩家還可以橫向滾動畫面以平移查看環境。《Summerhouse》還包含隱藏内容和可解鎖的功能，例如隨著時間推移在特定物體上出現的動畫效果，以及在環境中放置特定元素時解鎖的特殊方塊。遊戲的快進功能讓玩家能夠回顧小鎮從遊戲開始到當前的建造進程。

## 開發與發行
《Summerhouse》是德國獨立開發者弗里德曼·阿爾門羅德（Friedemann Allmenröder）的首部個人作品。阿爾門羅德將這款遊戲描述為「獻給兒時暑假感受的情書」。遊戲於2023年12月在Steam Wholesome Snack Indie Game Showcase獨立遊戲展示活動中發布宣傳預告片，並於2024年3月8日正式發行
。

## 反響
根據評論匯總網站Metacritic的資料，《Summerhouse》在發行後獲得「普遍好評」。評論者讚揚遊戲的緩慢節奏與開放式的城市建造方式。Eurogamer的克里斯汀·唐蘭（Christian Donlan）形容遊戲獨特地平靜，認為其簡單的玩法能讓玩家放空大腦。GamesHub的梅根·歐尼爾（Meghann O'Neill）指出，輕鬆的用戶介面進一步加強了遊戲的平和氛圍。Siliconera的珍妮·拉達（Jenni Lada）也認為這款遊戲提供一種「禪宗」且輕鬆的體驗，鼓勵玩家活在當下 。TouchArcade的米哈伊爾·馬德納尼（Mikhail Madnani）表示，游戲的音樂進一步提升其溫馨感。Softpedia的高士曼·瓦西里（Cosmin Vasile）認爲游戲試圖喚起玩家在夏天遠離家園時的朦朧回憶。
評論家普遍稱讚遊戲的視覺呈現和建築設計。Eurogamer的克里斯蒂安·唐蘭欣賞其中多樣的建築風格無限變化。Press Start的基隆·韋布魯吉（Kieron Verbrugge）稱《Summerhouse》為「令人驚嘆的視覺遊戲」，並讚美其環境如詩如畫和背景迷人。GamesRadar的賈絲明·顧爾德-威爾森（Jasmine Gould-Wilson）指出，可解鎖的動畫為遊戲增添小驚喜，激勵她嘗試不同元素組合，而韋布魯吉認為加入動畫角色讓小鎮多了份「自發、個人化的敘事」 。
但也有評論者指出，遊戲的內容可以更加深入。Hardcore Gamer的湯瑪斯·肯特（Thomas Kent）認為，缺乏目標可能讓玩家茫然，並且過於開放。Siliconera的珍妮·拉達則希望增加更多自定義選項和工具，比如調整元素大小。多篇評論還提到，遊戲在建築部件的數量上可以進一步豐富。
2024年7月8日，開發者宣佈游戲銷量已突破20萬份。

## 外部連結
- 官方网站